# Orden de los Compañeros de Honor
La Orden de los Compañeros de Honor es una orden de los Reinos de la Commonwealth. Fue fundada el 4 de junio de 1917 por el rey Jorge V, como reconocimiento a logros en campos como las artes, la literatura, la música, las ciencias, la política, la industria o la religión. Fue fundada en la misma fecha que la Orden del Imperio Británico.
Originalmente, la orden estaba destinada a ser conferida a un número limitado de personas para quienes esta distinción especial parecía ser la forma más apropiada de reconocimiento, constituyendo un honor disociado de la aceptación del título o de la clasificación del mérito. Ahora se describe como "otorgado por tener una contribución importante a las artes, la ciencia, la medicina o el gobierno durante un largo período de tiempo". Todos los primeros destinatarios de la orden fueron condecorados por "servicios relacionados con la guerra" y figuraron en The London Gazette.

## Composición
La orden está compuesta por el Soberano, y no más de 65 compañeros de honor. En Australia no se ha concedido desde 1992. Los ciudadanos que no pertenezcan a ningún reino de la Commonwealth, pueden ser condecorados como "miembros honorarios". El hecho de poseer esta distinción no confiere ningún privilegio ni precedencia, pero los miembros de la orden pueden añadir a su nombre las siglas "CH".
Los nombramientos para la orden generalmente se realizan por consejo de los primeros ministros de los reinos de la Mancomunidad. Para los canadienses, el consejo al Soberano puede provenir de una variedad de funcionarios. Originalmente, la orden estaba limitada a 50 miembros ordinarios, pero en 1943 se amplió a 65, con una cuota de 45 miembros para el Reino Unido, siete para Australia, dos para Nueva Zelanda y Sudáfrica, y nueve para India, Birmania y las otras colonias británicas. Los números de cuota se modificaron en 1970 a 47 para el Reino Unido, siete para Australia, dos para Nueva Zelanda y nueve para otros reinos de la Commonwealth. La cuota se ajustó nuevamente en 1975 agregando dos lugares a la cuota de Nueva Zelanda y reduciendo los nueve para los demás países a siete.
Si bien todavía puede nominar candidatos para la orden, el Gabinete de Australia ha detenido efectivamente la asignación de este premio a los ciudadanos de ese país con preferencia a otros honores australianos. El último miembro australiano, Doug Anthony, exviceprimer ministro de Australia, murió el 20 de diciembre de 2020. Se siguen nombrando acompañantes de otros reinos de la Commonwealth: Dame Kiri Te Kanawa, una soprano de Nueva Zelanda, recibió el premio en 2018 y la autora canadiense Margaret Atwood recibió el premio en 2019.

## Insignia
La insignia de la Orden consta de un medallón ovalado con un árbol de roble, un escudo con las armas reales y en la izquierda un caballero montado con su armadura. Los bordes azules de la medalla llevan el lema "IN ACTION FAITHFUL AND IN HONOUR CLEAR, en inglés, fiel en la acción y claro en el honor, de Alexander Pope. Encima de todo ello, la corona imperial. Los caballeros llevan la medalla en una cinta alrededor del cuello, y las damas en un lazo sobre el hombro izquierdo.

## Miembros actuales

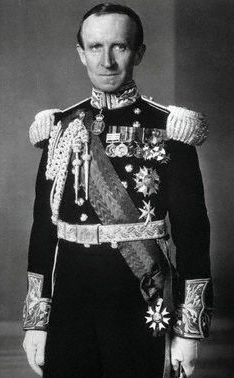
Lord John Buchan, I barón Buchan de Tweedsmuir, como Gobernador General de Canadá, portando la medalla de los Compañeros de Honor alrededor de su cuello. En esta foto, Lord Buchan aparece con el uniforme ceremonial conocido como Uniforme Windsor.

| Bandera | Nombre     | Título                  |
|         | Carlos III | Monarca del Reino Unido |

### Miembros
| Miembro número | Nombre                                                                            | Ocupación actual o anterior                                                       | Fecha de nombramiento                                                             | Edad                                                                              |
| -------------- | --------------------------------------------------------------------------------- | --------------------------------------------------------------------------------- | --------------------------------------------------------------------------------- | --------------------------------------------------------------------------------- |
| 1 (267)        | Lord Tebbit                                                                       | Político                                                                          | 31 de julio de 1987                                                               | 93 años                                                                           |
| 2 (270)        | Lord Baker de Dorking                                                             | Político                                                                          | 13 de abril de 1992                                                               | 90 años                                                                           |
| 3 (278)        | Lord King de Bridgwater                                                           | Político                                                                          | 13 de abril de 1992                                                               | 91 años                                                                           |
| 4 (282)        | Dama Janet Baker                                                                  | Cantante de Opera                                                                 | 31 de diciembre de 1993                                                           | 91 años                                                                           |
| 5 (287)        | Lord Owen                                                                         | Político                                                                          | 11 de junio de 1994                                                               | 86 años                                                                           |
| 6 (289)        | Sir David Attenborough                                                            | Locutor; naturalista                                                              | 30 de diciembre de 1995                                                           | 98 años                                                                           |
| 7 (291)        | Lord Hurd de Westwell                                                             | Político                                                                          | 30 de diciembre de 1995                                                           | 95 años                                                                           |
| 8 (294)        | David Hockney                                                                     | Artista                                                                           | 14 de junio de 1997                                                               | 87 años                                                                           |
| 9 (296)        | Lord Heseltine                                                                    | Político                                                                          | 2 de agosto de 1997                                                               | 91 años                                                                           |
| 10 (297)       | Lord Patten de Barnes                                                             | Político; exgobernador de Hong Kong                                               | 31 de diciembre de 1997                                                           | 80 años                                                                           |
| 11 (299)       | Sir John Major                                                                    | Ex primer ministro del Reino Unido                                                | 31 de diciembre de 1998                                                           | 81 años                                                                           |
| 12 (300)       | Bridget Riley                                                                     | Artista                                                                           | 31 de diciembre de 1998                                                           | 93 años                                                                           |
| 13 (305)       | John de Chastelain                                                                | Oficial del ejército canadiense; diplomático                                      | 31 de diciembre de 1998                                                           | 87 años                                                                           |
| 14 (317)       | Dan McKenzie                                                                      | Geofísico                                                                         | 14 de junio de 2003                                                               | 83 años                                                                           |
| 15 (318)       | Lord Hannay de Chiswick                                                           | Dipomático                                                                        | 14 de junio de 2003                                                               | 79 años                                                                           |
| 16 (320)       | Dama Judi Dench                                                                   | Actriz                                                                            | 11 de junio de 2005                                                               | 90 años                                                                           |
| 17 (321)       | Sir Ian McKellen                                                                  | Actor                                                                             | 31 de diciembre de 2007                                                           | 85 años                                                                           |
| 18 (323)       | Lord Howard de Lympne                                                             | Político                                                                          | 11 de junio de 2011                                                               | 83 años                                                                           |
| 19 (324)       | Lord Young de Cookham                                                             | Político                                                                          | 20 de septiembre de 2012                                                          | 83 años                                                                           |
| 20 (325)       | Lord Coe                                                                          | Político; atleta; organizador de los Juegos Olímpicos de 2012                     | 29 de diciembre de 2012                                                           | 68 años                                                                           |
| 21 (327)       | Lord Strathclyde                                                                  | Político                                                                          | 7 de enero de 2013                                                                | 64 años                                                                           |
| 22 (328)       | Lord Campbell de Pittenweem                                                       | Político                                                                          | 15 de junio de 2013                                                               | 83 años                                                                           |
| 23 (329)       | Sir Nicholas Serota                                                               | Curador                                                                           | 15 de junio de 2013                                                               | 78 años                                                                           |
| 24 (331)       | Baronesa O'Neill de Bengarve                                                      | Filósofa                                                                          | 31 de diciembre de 2013                                                           | 83 años                                                                           |
| 25 (332)       | Vacante tras la muerte de Dama Maggie Smith                                       | Vacante tras la muerte de Dama Maggie Smith                                       | Vacante tras la muerte de Dama Maggie Smith                                       | Vacante tras la muerte de Dama Maggie Smith                                       |
| 26 (333)       | Lord Clarke de Nottingham                                                         | Político                                                                          | 22 de julio de 2014                                                               | 84 años                                                                           |
| 27 (336)       | Lady Mary Peters                                                                  | Atleta                                                                            | 1 de enero de 2015                                                                | 85 años                                                                           |
| 28 (339)       | Lord Woolf                                                                        | Juez                                                                              | 12 de junio de 2015                                                               | 91 años                                                                           |
| 29 (341)       | Sir Roy Strong                                                                    | Historiador del arte; director del museo                                          | 1 de enero de 2016                                                                | 89 años                                                                           |
| 30 (343)       | Lord Smith de Kelvin                                                              | Empresario                                                                        | 11 de junio de 2016                                                               | 80 años                                                                           |
| 31 (344)       | Baronesa Amos                                                                     | Política; diplomática                                                             | 11 de junio de 2016                                                               | 71 años                                                                           |
| 32 (345)       | George Osborne                                                                    | Político; ex canciller de Hacienda                                                | 4 de agosto de 2016                                                               | 53 años                                                                           |
| 33 (347)       | Sir Richard Eyre                                                                  | Director                                                                          | 31 de diciembre de 2016                                                           | 81 años                                                                           |
| 33 (348)       | Dama Evelyn Glennie                                                               | Músico                                                                            | 31 de diciembre de 2016                                                           | 59 años                                                                           |
| 35 (349)       | Sir Alec Jeffreys                                                                 | Geneticista                                                                       | 31 de diciembre de 2016                                                           | 75 años                                                                           |
| 36 (353)       | Sir Mark Elder                                                                    | Conductor                                                                         | 17 de junio de 2017                                                               | 77 años                                                                           |
| 37 (355)       | Sir Paul McCartney                                                                | Músico                                                                            | 17 de junio de 2017                                                               | 82 años                                                                           |
| 38 (356)       | J. K. Rowling                                                                     | Autora                                                                            | 17 de junio de 2017                                                               | 59 años                                                                           |
| 39 (357)       | Dama Stephanie Shirley                                                            | Emprendedor; filántropo                                                           | 17 de junio de 2017                                                               | 91 años                                                                           |
| 40 (358)       | Delia Smith                                                                       | Cocinera; autora                                                                  | 17 de junio de 2017                                                               | 83 años                                                                           |
| 41 (359)       | Lord Stern de Brentford                                                           | Economísta                                                                        | 17 de junio de 2017                                                               | 78 años                                                                           |
| 42 (361)       | Lord Bragg                                                                        | Locutor                                                                           | 30 de diciembre de 2017                                                           | 85 años                                                                           |
| 43 (362)       | Lady Antonia Fraser                                                               | Autora                                                                            | 30 de diciembre de 2017                                                           | 92 años                                                                           |
| 44 (363)       | Margaret MacMillan                                                                | Historiadora                                                                      | 30 de diciembre de 2017                                                           | 81 años                                                                           |
| 45 (364)       | Richard Henderson                                                                 | Biólogo                                                                           | 9 de junio de 2018                                                                | 79 años                                                                           |
| 46 (365)       | Dama Kiri Te Kanawa                                                               | Cantante de Opera                                                                 | 9 de junio de 2018                                                                | 81 años                                                                           |
| 47 (366)       | Margaret Atwood                                                                   | Autora                                                                            | 29 de diciembre de 2018                                                           | 85 años                                                                           |
| 48 (367)       | Lord McLoughlin                                                                   | Político                                                                          | 10 de septiembre de 2019                                                          | 67 años                                                                           |
| 49 (368)       | Sir Elton John                                                                    | Músico                                                                            | 28 de diciembre de 2019                                                           | 77 años                                                                           |
| 50 (369)       | Sir Keith Thomas                                                                  | Historiador                                                                       | 28 de diciembre de 2019                                                           | 92 años                                                                           |
| 51 (370)       | Sir Paul Smith                                                                    | Diseñador de moda                                                                 | 10 de octubre de 2020                                                             | 78 años                                                                           |
| 52 (371)       | Sir David Chipperfield                                                            | Arquitecto                                                                        | 31 de diciembre de 2020                                                           | 71 años                                                                           |
| 53 (372)       | Sir Paul Nurse                                                                    | Geneticista                                                                       | 31 de diciembre de 2021                                                           | 76 años                                                                           |
| 54 (374)       | Sir Quentin Blake                                                                 | Ilustrador                                                                        | 1 de junio de 2022                                                                | 92 años                                                                           |
| 55 (375)       | Sir Salman Rushdie                                                                | Escritor                                                                          | 1 de junio de 2022                                                                | 77 años                                                                           |
| 56 (376)       | Dama Marina Warner                                                                | Escritora                                                                         | 1 de junio de 2022                                                                | 78 años                                                                           |
| 57 (377)       | Sir Michael Marmot                                                                | Académico                                                                         | 31 de diciembre de 2022                                                           | 80 años                                                                           |
| 58 (379)       | Sir Bill Cash                                                                     | Político                                                                          | 9 de junio de 2023                                                                | 84 años                                                                           |
| 59 (380)       | Sir John Bell                                                                     | Físico                                                                            | 16 de junio de 2023                                                               | 72 años                                                                           |
| 60 (381)       | Ian McEwan                                                                        | Escritor                                                                          | 16 de junio de 2023                                                               | 76 años                                                                           |
| 61 (382)       | Dama Anna Wintour                                                                 | Ejecutiva de medios                                                               | 16 de junio de 2023                                                               | 75 años                                                                           |
| 62 (383)       | Dama Shirley Bassey                                                               | Cantante                                                                          | 29 de diciembre de 2023                                                           | 88 años                                                                           |
| 63 (-)         | Vacante tras la muerte de Lord Brooke de Sutton Mandeville, el 13 de mayo de 2023 | Vacante tras la muerte de Lord Brooke de Sutton Mandeville, el 13 de mayo de 2023 | Vacante tras la muerte de Lord Brooke de Sutton Mandeville, el 13 de mayo de 2023 | Vacante tras la muerte de Lord Brooke de Sutton Mandeville, el 13 de mayo de 2023 |
| 64 (-)         | Vacante tras la muerte de Peter Higgs, el 8 de abril de 2024                      | Vacante tras la muerte de Peter Higgs, el 8 de abril de 2024                      | Vacante tras la muerte de Peter Higgs, el 8 de abril de 2024                      | Vacante tras la muerte de Peter Higgs, el 8 de abril de 2024                      |
| 65 (-)         | Vacante tras la muerte de Lord Field de Birkenhead, el 23 de abril de 2024        | Vacante tras la muerte de Lord Field de Birkenhead, el 23 de abril de 2024        | Vacante tras la muerte de Lord Field de Birkenhead, el 23 de abril de 2024        | Vacante tras la muerte de Lord Field de Birkenhead, el 23 de abril de 2024        |

### Miembros reales
| Miembro número | Nombre            | Ocupación    | Fecha de nombramiento | Edad    |
| -------------- | ----------------- | ------------ | --------------------- | ------- |
| 1 (384)        | Catalina de Gales | Familia Real | 23 de abril de 2024   | 43 años |